# 河神 (ギリシア神話)
ギリシア神話における河神（かしん）は、ギリシア神話に登場する河川の神々である。オーケアノスとテーテュースの息子たちで、多数の神々を含んでおり、たとえばケブレーンやペーネイオスなどがいる。彼らの娘たちはみなナーイアスあるいはその一種ポタミスであるとされる。
原語のポタモス（古希: Ποταμός、古代ギリシア語ラテン翻字: Potamos、複数形: Ποταμοί、古代ギリシア語ラテン翻字: Potamoi）は、ギリシア語で単に「河川」を意味する言葉で、多くのギリシア神話の神の名と同様、普通名詞が神格化に伴い固有名詞化したものである。日本語では河神のほか、河の神、河川の神々または単純に河川、諸河などと翻訳される。
河神を描いた絵画には特徴があり、主に次の3種類の姿で描かれることが多い。すなわち、上半身はウシの頭を持った人間の男性でウエストより下の下半身はヘビのように細長い魚の姿、または、上半身は人間の頭を持った雄牛でウエストより下の下半身はヘビのように細長い魚の姿、または、水が常に流れ出しているアンフォラの上に腕を乗せている姿の3通りである。

## リスト
ヘーシオドスは『神統記』337行から345行にかけて、オーケアノスとテーテュース女神の子として、河の名前、または河神の名前を多数挙げている。トローアス地方をはじめとする小アジアの河神および有名な大河の河神が多く、イーナコスやアーソーポスといった神話の中でよく知られているギリシアの河神の名が挙げられているわけではないところが特徴的である。
| 登場順 | 名前             | 綴り（古希） | 綴り（翻字） | 地方                         | 現在の川の名     |
| ------ | ---------------- | ------------ | ------------ | ---------------------------- | ---------------- |
| 1      | ネイロス         | Νεῖλος       | Neĩlos       | エジプト                     | ナイル川         |
| 2      | アルペイオス     | Ἀλφειός      | Alpheiós     | ギリシア、エーリス地方       | アルフェイオス川 |
| 3      | エーリダノス     | Ἠριδανός     | Ēridanós     | イタリア                     | ポー川           |
| 4      | ストリューモーン | Στρυμών      | Strūmṓn      | トラーキア                   | ストルマ川       |
| 5      | マイアンドロス   | Μαίανδρος    | Maíandros    | 小アジア, カーリア地方       | メンデレス川     |
| 6      | イストロス       | Ἴστρος       | Ístros       |                              | ドナウ川         |
| 7      | パーシス         | Φᾶσις        | Phãsis       | コルキス                     | リオニ川         |
| 8      | レーソス         | Ῥῆσος        | Rhē̃sos       | 小アジア, トローアス地方     |                  |
| 9      | アケローオス     | Ἀχέλῷος      | Akhélō̃ͅos     | ギリシア, アカルナーニア地方 | アヘロオス川     |
| 10     | ネッソス         | Νέσσος       | Néssos       |                              |                  |
| 11     | ロディオス       | Ῥόδιος       | Rhódios      | 小アジア, トローアス地方     |                  |
| 12     | ハリアクモーン   | Ἁλιάκμων     | Haliákmōn    | マケドニア                   | アリアクモン川   |
| 13     | ヘプタポロス     | Ἑπτάπορος    | Heptáporos   | 小アジア, トローアス地方     |                  |
| 14     | グレーニコス     | Γρανικὸς     | Granikòs     | 小アジア, トローアス地方     | ビガ川           |
| 15     | アイセーポス     | Αἴσηπος      | Aísēpos      | 小アジア, トローアス地方     |                  |
| 16     | シモエイス       | Σιμόεις      | Simóeis      | 小アジア, トローアス地方     |                  |
| 17     | ペーネイオス     | Πηνειός      | Pēneiós      | ギリシア, テッサリアー地方   | ピニオス川       |
| 18     | ヘルモス         | Ἕρμος        | Hérmos       | 小アジア, アイオリス地方     | ゲディズ川       |
| 19     | カイーコス       | Καϊκός       | Kaïkós       | 小アジア, ミューシア地方     |                  |
| 20     | サンガリオス     | Σαγγάριος    | Sangários    | 小アジア                     | サカリヤ川       |
| 21     | ラードーン       | Λάδων        | Ládōn        | ギリシア, アルカディア地方   | ラドン川         |
| 22     | パルテニオス     | Παρθένιος    | Parthénios   | 小アジア                     | バルトゥン川     |
| 23     | エウエーノス     | Εὔηνος       | Eúēnos       | ギリシア, アイトーリア地方   | エヴィノス川     |
| 24     | アルデスコス     | Ἄρδησκος     | Árdēskos     |                              |                  |
| 25     | スカマンドロス   | Σκάμανδρος   | Skámandros   | 小アジア, トローアス地方     | カラメンデレス川 |

## ギャラリー

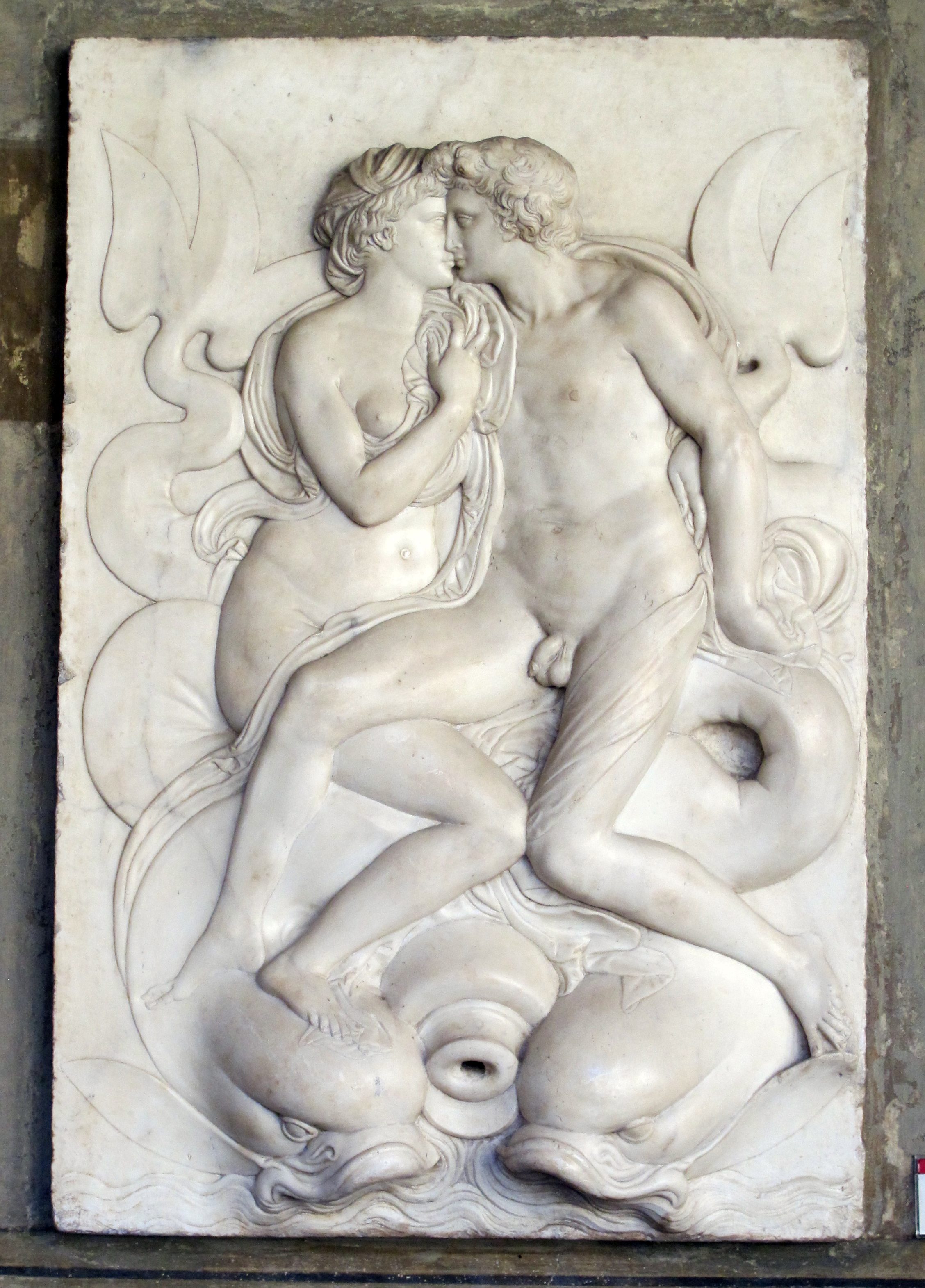
アルペイオスとアレトゥーサ
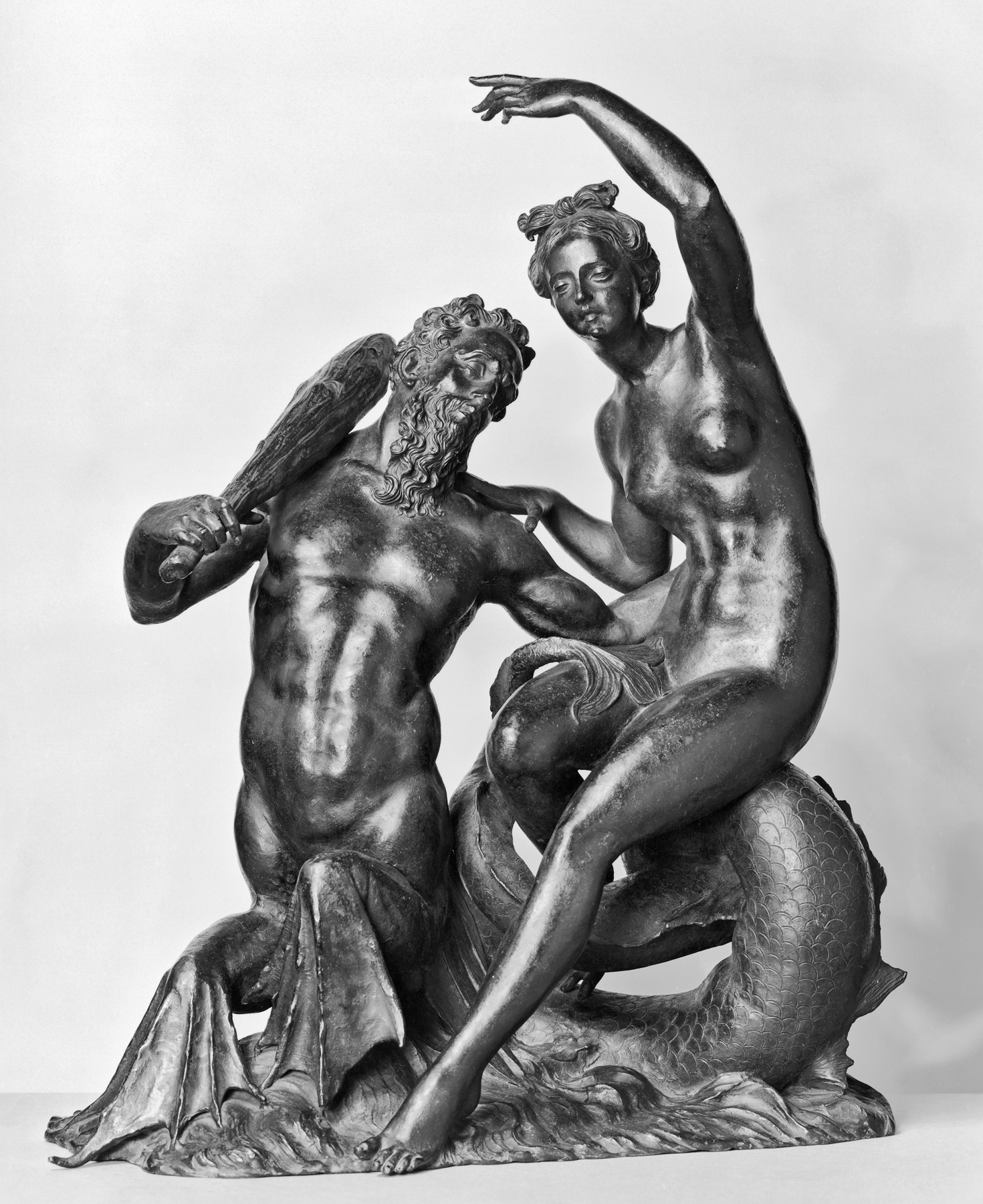
アケローオスとデーイアネイラ
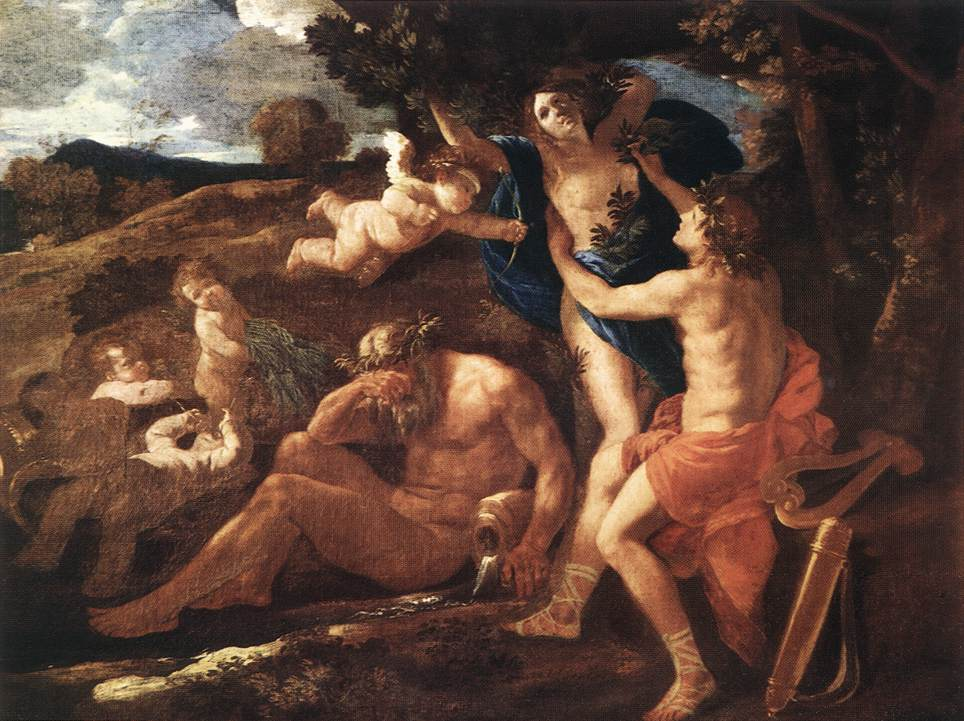
娘ダプネーの変身を嘆くペーネイオス
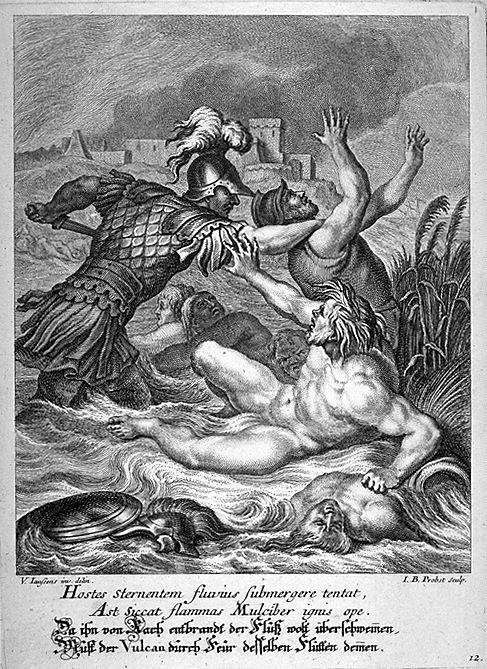
アキレウスと戦うスカマンドロス

## 背景
河川というものはギリシアに限らず神格化されがちである。ギリシアの場合は、「河川」を意味する「ポタモス」が男性名詞であるため、河川の神々は男神とされた。
彼らはしばしば、土着の領主、都市の創立者等のようにみなされた。例えば、アルゴス地方を流れるイーナコス河の神は、同地の王家の始祖とみなされた。
年毎に祭りが開かれ、ときには祭司や社殿が設けられる河もあった。
彼らがよく動物の姿で現れるのは、海神ネーレウスやプローテウスなど、水神一般が変身を得意とするのに通じる。